# Biakalé
Biakalé  est une localité située à l'ouest de la Côte d'Ivoire, et appartenant au département de Man, dans la région des Dix-Huit Montagnes.
La localité de Biakalé est un chef-lieu de commune (850 habitants environ).